# 第1次松方内閣
第1次松方内閣（だいいちじ まつかたないかく）は、大蔵大臣・伯爵の松方正義が第4代内閣総理大臣に任命され、1891年（明治24年）5月6日から1892年（明治25年）8月8日まで続いた日本の内閣。

## 内閣の顔ぶれ・人事

### 国務大臣
1891年（明治24年）5月6日任命。在職日数461日。
| 職名 | 代 | 氏名       | 氏名 | 出身等                          | 特命事項等                  | 備考                                   |
| --- | -- | ---------- | ---- | ------------------------------- | --------------------------- | -------------------------------------- |
| 内閣総理大臣 | 4  | 松方正義   |      | 旧薩摩藩 伯爵                   | 内務、大蔵大臣兼任          |                                        |
| 外務大臣 | 8  | 青木周蔵   |      | 旧長州藩 子爵                   |                             | 留任 1891年5月29日免                   |
| 外務大臣 | 9  | 榎本武揚   |      | 旧幕臣 海軍中将 子爵            |                             | 1891年5月29日任                        |
| 内務大臣 | 2  | 西郷従道   |      | 旧薩摩藩 海軍中将 陸軍中将 伯爵 |                             | 留任 1891年6月1日免                    |
| 内務大臣 | 3  | 品川弥二郎 |      | 旧長州藩 子爵                   |                             | 初入閣 1891年6月1日任 1892年3月11日免  |
| 内務大臣 | 4  | 副島種臣   |      | 旧肥前藩 伯爵                   |                             | 初入閣 1892年3月11日任 1892年6月8日免  |
| 内務大臣 | 5  | 松方正義   |      | 旧薩摩藩 伯爵                   | 内閣総理大臣、 大蔵大臣兼任 | 1892年6月8日兼 1892年7月14日免兼       |
| 内務大臣 | 6  | 河野敏鎌   |      | 旧土佐藩                        | 司法大臣兼任                | 1892年7月14日兼                        |
| 大蔵大臣 | 1  | 松方正義   |      | 旧薩摩藩 伯爵                   | 内閣総理大臣、 内務大臣兼任 | 留任                                   |
| 陸軍大臣 | 1  | 大山巌     |      | 旧薩摩藩 陸軍中将 伯爵          |                             | 留任 1891年5月17日免                   |
| 陸軍大臣 | 2  | 高島鞆之助 |      | 旧薩摩藩 陸軍中将 子爵          |                             | 初入閣 1891年5月17日任                 |
| 海軍大臣 | 2  | 樺山資紀   |      | 旧薩摩藩 海軍中将 子爵          |                             | 留任                                   |
| 司法大臣 | 1  | 山田顕義   |      | 旧長州藩 陸軍中将 伯爵          |                             | 留任 1891年6月1日免                    |
| 司法大臣 | 2  | 田中不二麿 |      | 旧尾張藩 子爵                   |                             | 初入閣 1891年6月1日任 1892年6月23日免  |
| 司法大臣 | 3  | 河野敏鎌   |      | 旧土佐藩                        | 内務、農商務大臣兼任        | 1892年6月23日兼                        |
| 文部大臣 | 3  | 芳川顕正   |      | 旧徳島藩                        |                             | 留任 1891年6月1日免                    |
| 文部大臣 | 4  | 大木喬任   |      | 旧肥前藩 伯爵                   |                             | 転任 1891年6月1日任                    |
| 農商務大臣 | 6  | 陸奥宗光   |      | 旧紀伊藩 衆議院 無所属          |                             | 留任 1892年3月14日免                   |
| 農商務大臣 | 7  | 河野敏鎌   |      | 旧土佐藩                        | 司法大臣兼任                | 初入閣 1892年3月14日任 1892年7月14日免 |
| 農商務大臣 | 8  | 佐野常民   |      | 旧肥前藩 子爵                   |                             | 初入閣 1892年7月14日任                 |
| 逓信大臣 | 2  | 後藤象二郎 |      | 旧土佐藩 伯爵                   |                             | 留任                                   |
| 班列 | -  | 大木喬任   |      | 旧肥前藩 伯爵                   | 枢密院議長                  | 留任 1891年6月1日まで                  |
| 1. 辞令のある留任は個別の代として記載し、辞令のない留任は記載しない。 2. 臨時代理は、大臣空位の場合のみ記載し、海外出張時等の一時不在代理は記載しない。 3. 代数は、臨時兼任・臨時代理を数えず、兼任・兼務は数える。 |    |            |      |                                 |                             |                                        |

### 内閣書記官長・法制局長官
| 職名 | 代 | 氏名     | 氏名     | 出身等               | 特命事項等 | 備考                    |
| --- | -- | -------- | -------- | -------------------- | ---------- | ----------------------- |
| 内閣書記官長 | 3  | 周布公平 |          | 旧長州藩 貴族院 男爵 |            | 留任 1891年6月15日免    |
| 内閣書記官長 | 4  | 平山成信 |          | 旧幕臣               |            | 1891年6月16日任         |
| 法制局長官 | 2  | 井上毅   |          | 旧肥後藩             | 枢密顧問官 | 事務引継 1891年5月8日免 |
| 法制局長官 | -  | （欠員） | （欠員） | （欠員）             | （欠員）   | 1891年6月10日まで       |
| 法制局長官 | 3  | 尾崎三良 |          | 旧公家 三條家        |            | 1891年6月10日任         |
| 1. 辞令のある留任は個別の代として記載し、辞令のない留任は記載しない。 2. 臨時代理は、大臣空位の場合のみ記載し、海外出張時等の一時不在代理は記載しない。 3. 代数は、臨時兼任・臨時代理を数えず、兼任・兼務は数える。 |    |          |          |                      |            |                         |

## 勢力早見表
※ 内閣発足当初（前内閣の事務引継は除く）。
| 出身藩閥     | 国務大臣 | その他         |
| ------------ | -------- | -------------- |
| 旧公家       | 0        | 法制局長官     |
| 旧薩摩藩     | 4        | 国務大臣のべ5  |
| 旧長州藩     | 2        |                |
| 旧土佐藩     | 1        |                |
| 旧肥前藩     | 1        |                |
| 旧幕臣       | 1        | 内閣書記官長   |
| その他の旧藩 | 2        |                |
| -            | 11       | 国務大臣のべ11 |

## 内閣の動き
前内閣の第1次山縣内閣は、第1回帝国議会で少数与党下の衆議院（民党）との対立を乗り切って予算成立を果たしたのを機に、1891年4月9日に首相を退くことを決意した。山縣・松方・西郷従道・大山巌は後継として伊藤博文を推挙し、4月27日に明治天皇から組閣の命が下ったが、伊藤は議会運営に自信が持てないとしてこれを拝辞した。西郷従道、山田顕義などの名前も挙げられたが、当時藩閥首脳の間では政権を忌避する動きが強く、蔵相の松方正義が首相となることとなった。5月2日に大命降下が行われ、内閣はスタートした。
当時、藩閥首脳間では全閣僚が残留する合意が行われていたが、辞任を申し出るものが相次いでいた。そのさなかの5月11日に大津事件が発生し、その責任を負って外務大臣や司法大臣、内務大臣などが辞意を表明するなどして、最終的には成立1ヶ月でようやく海軍・農商務・逓信の3大臣以外は全て閣僚を差し替える人事が決定された。その結果、松方を除いて元勲級の閣僚が1人もいなくなり、薩長出身者が全閣僚の半数を割るなど、内閣はいつ倒れてもおかしくない状況になった。このため「緞帳内閣」「二流内閣」と揶揄され、閣外の元勲に左右される「黒幕内閣」であると評された。
かくして11月21日に迎えた第2回帝国議会では、民党が前内閣が約束した「政費節減」の公約履行を求めて、前国会に引き続き政府と対立する。政府は買収工作に乗り出さずが功を奏せず、議会は軍艦製造費・製鋼所設立費等を削減する。これに激高した樺山資紀海軍大臣が12月22日いわゆる「蛮勇演説」を行なって衆議院は空転、松方は12月25日に初めての衆議院解散を決断した。
第2回衆議院議員総選挙（1892年2月15日投票）を控えて、伊藤は安定的な議会運営のために親藩閥政府の政党（与党）を組織すべく、新党結成を模索したが、閣僚から反対の意見が続出して断念。選挙期間中、内務省は品川弥二郎大臣と白根専一次官が中心となって大規模な選挙干渉を行い、民党関係者を中心に死者25名負傷者388名を出した。3月14日これに抗議して陸奥宗光農商務大臣が辞任、3月11日品川も辞任した（後に親政府議員を結集して国民協会を結成する）。
選挙後に召集された5月2日からの第3回帝国議会では民党による政府糾弾が行われ、親政府のはずの貴族院でさえも松方内閣との距離を置き始めた。さらに内務省では、選挙干渉の責任追及を行おうとした副島種臣新内務大臣が、白根とこれを支持する安場保和・船越衛ら地方官グループの策動で辞職に追い込まれた。6月に入ると、他の閣僚からも辞表提出者が相次ぎ、7月に白根・安場らの更迭が決定されると、同月27日には処分に消極的であった軍部大臣が揃って辞表を提出、伊藤枢密院議長も辞表を出したことで、内閣は立ち行かなくなり、総辞職した。
松方内閣が閣内不一致や議会対策の失敗により終始政権運営が混乱した反省から、後任として再登板した伊藤は藩閥首脳陣の総入閣を要請、「元勲内閣」と通称される重厚な布陣で政局に臨むようになる。